# Patrick van Noten
Patrick van Noten (* 20. November 1995 in Turnhout, Belgien) ist ein belgischer Eishockeyspieler, der seit 2016 bei den Phantoms Antwerp in der belgisch-niederländischen BeNe League spielt.

## Karriere
Der Belgier Patrick van Noten spielte zu Beginn seiner Karriere als Eishockeyspieler in Deutschland. Nachdem er ein Jahr bei der Düsseldorfer EG in der Schüler-Bundesliga gespielt hatte, verbrachte er die Spielzeit 2011/12 bei den Ratinger Ice Aliens in der Oberliga West der Herren, wurde aber auch vereinzelt in der Junioren-Bundesliga eingesetzt. Von 2012 bis 2014 spielte er schließlich für den Kölner EC, wobei ihm 2013 mit dem Nachwuchs der Haie der Aufstieg aus der Jugend-Bundesliga in die Deutsche Nachwuchsliga gelang, wo er mit der Mannschaft 2014 das Playoff-Halbfinale erreichte. Anschließend wechselte er in sein Geburtsland Belgien und spielte mit dem HYC Herentals, der stärksten Mannschaft des Landes, zunächst in der niederländischen Ehrendivision und ab 2015 in der neugegründeten BeNe League, die er mit HYC 2016 gewinnen konnte. Zudem gewann er mit dem Klub im selben Jahr auch die belgische Meisterschaft und den Pokalwettbewerb des Landes. Anschließend wechselte er zum Ligakonkurrenten Phantoms Antwerp, für den er seither aktiv ist.

### International
Für Belgien spielte van Noten im Nachwuchsbereich bei den U18-Weltmeisterschaften 2011 in der Division II und 2012 in der Division III sowie bei den U20-Titelkämpfen 2014, als er die beste Plus/Minus-Bilanz des Turniers aufwies und gemeinsam mit seinem Landsmann Erik Mondelaers und den Neuseeländern Aaron Henderson und Shaun Harrison drittbester Scorer nach seinen Landsleuten Michael van Egdom und Frank Neven wurde, in der Division III und 2015 in der Division II.
Mit der Herren-Nationalmannschaft nahm van Noten an den Weltmeisterschaften der Division II 2014, 2015 und 2016 teil.

## Erfolge und Auszeichnungen
- 2012 Aufstieg in die Division II, Gruppe B, bei der U18-Weltmeisterschaft der Division III, Gruppe A
- 2013 Aufstieg in die Deutsche Nachwuchsliga mit dem Kölner EC
- 2014 Aufstieg in die Division II, Gruppe B, bei der U20-Weltmeisterschaft der Division III
- 2014 Beste Plus/Minus-Bilanz bei der U20-Weltmeisterschaft der Division III
- 2016 Gewinn der BeNe League mit HYC Herentals
- 2016 Belgischer Meister und Pokalsieger mit HYC Herentals

## Statistik
(Stand: Ende der Spielzeit 2017/18)